# Magdalena Turba
Magdalena Turba (* 1983 in West-Berlin) ist eine deutsche Synchronsprecherin, Hörspielsprecherin, Dialogbuchautorin, Synchronregisseurin und Hörbuchsprecherin. Als Synchronsprecherin sprach sie unter anderem mehrfach Amanda Seyfried, Ashley Olsen, Brenda Song und Emily VanCamp. Außerdem singt sie das Titellied der deutschen Fassung der Nickelodeon-Serie Teenage Robot. Sie ist auch im Disney-Bereich tätig und ist unter anderem in Der König der Löwen als junge Nala und in Encanto als Mirabel zu hören.
Turba ist die Tochter des Synchronregisseurs Frank Turba und die Schwester des Synchronsprechers David Turba.

## Synchronisation (Auswahl)

### Schauspieler-Synchronisation
Amanda Seyfried
- 2008: Mamma Mia! als Sophie
- 2009: Chloe als Chloe Sweeney
- 2009: Jennifer’s Body – Jungs nach ihrem Geschmack als Needy
- 2010: Briefe an Julia als Sophie
- 2010: Das Leuchten der Stille als Savannah Lynn Curtis
- 2011: In Time – Deine Zeit läuft ab als Sylvia Weis
- 2011: Red Riding Hood – Unter dem Wolfsmond als Valerie (Rotkäppchen)
- 2012: Gone als Jill Conway
- 2012: Les Misérables als Cosette
- 2013: Lovelace als Linda Lovelace
- 2014: Gefühlt Mitte Zwanzig als Darby
- 2014: A Million Ways to Die in the West als Louise
- 2015: Ted 2 als Samantha
- 2015: Väter und Töchter – Ein ganzes Leben als Katie Davis
- 2018: Gringo als Sunny
- 2018: Mamma Mia! Here We Go Again als Sophie
- 2018: Anon als Das Mädchen
- 2020: Mank als Marion Davies

Anndi McAfee
- 1997: In einem Land vor unserer Zeit V – Die geheimnisvolle Insel als Cera
- 1998: In einem Land vor unserer Zeit VI – Der geheimnisvolle Berg der Saurier als Cera
- 2000: In einem Land vor unserer Zeit VII – Der geheimnisvolle Zauberstein als Cera
- 2001: In einem Land vor unserer Zeit VIII – Der erste Schnee als Cera
- 2002: In einem Land vor unserer Zeit IX – Die Reise zum großen Wasser als Cera
- 2003: In einem Land vor unserer Zeit X – Die große Reise als Cera
- 2005: In einem Land vor unserer Zeit XI – Das Geheimnis der kleinen Saurier als Cera
- 2006: In einem Land vor unserer Zeit XII – Die große Flugschau als Cera
- 2007: In einem Land vor unserer Zeit XIII – Auf der Suche nach dem Beerental als Cera
- 2015: In einem Land vor unserer Zeit XIV – Die Reise der mutigen Saurier-Freunde als Cera

Ashley Olsen
- 2000: Top Secret – Zwei Plappermäuler in Australien als Abby Parker/Abby Turtleby
- 2001: Ferien unter Palmen als Alex Stewart
- 2001: It takes two – London, wir kommen! als Riley Lawrence
- 2002: Sweet 16 – Willkommen im Leben als Taylor Hunter
- 2002: Verliebt in Rom als Leila
- 2003: The Challenge – Eine echte Herausforderung als Elizabeth Dalton
- 2004: Ein verrückter Tag in New York als Jane Ryan

Brenda Song
- 2006: Wendy Wu – Die Highschool-Kriegerin als Wendy Wu
- 2008: College Road Trip als Nancy
- 2005–2008: Hotel Zack & Cody (Fernsehserie) als London Tipton (1. Stimme)
- 2008–2011: Zack & Cody an Bord (Fernsehserie) als London Tipton
- 2009: Die Zauberer an Bord mit Hannah Montana als London Tipton
- 2009: Die Zauberer vom Waverly Place (Fernsehserie) als London Tipton
- 2009: Hannah Montana (Fernsehserie) als London Tipton
- 2010: The Social Network als Christy Lee
- 2011: Die kleine blaue Lokomotive als Passagierzug
- 2011: Zack & Cody – Der Film als London Tipton
- 2013: Scandal (Fernsehserie) als Alissa
- 2019: Secret Obsession als Jennifer Allen Williams
- 2020: Dollface als Madison Maxwell
- 2023: Blue Eye Samurai als Akemi

Daniella Monet
- 2010–2013: Victorious (Fernsehserie) als Trina Vega
- 2014: Fred 2: Night of the Living Fred als Bertha

Emily VanCamp
- 2002–2006: Everwood (Fernsehserie) als Amy Abbott
- 2006–2011: Brothers & Sisters (Fernsehserie) als Rebecca Harper
- 2011–2015: Revenge (Fernsehserie) als Emily Thorne/Amanda Clarke
- 2014: The Return of the First Avenger (Captain America: The Winter Soldier) als Sharon Carter
- 2016: The First Avenger: Civil War (Captain America: Civil War) als Sharon Carter
- 2018–2022: Atlanta Medical (The Resident, Fernsehserie) als Nicolette „Nic“ Nevin
- 2021: The Falcon and the Winter Soldier als Sharon Carter/Power Broker
- 2021: What If…? als Sharon Carter

Michelle Trachtenberg
- 1998: Richie Rich – Die Wunschmaschine als Gloria
- 2004: Mysterious Skin – Unter die Haut als Wendy
- 2005: Die Eisprinzessin als Casey Carlyle
- 2005: Die Tragödie von Clausens Pier als Carrie Beal

Tina Majorino
- 1994: André als Toni Whitney
- 1994: Corrina, Corrina als Molly Singer

Candace Hutson
- 1994: In einem Land vor unserer Zeit II – Das Abenteuer im Großen Tal als Cera
- 1995: In einem Land vor unserer Zeit III – Die Zeit der großen Gabe als Cera
- 1996: In einem Land vor unserer Zeit IV – Im Tal des Nebels als Cera

Erika Toda
- 2006: Death Note als Misa Amane
- 2006: Death Note: The Last Name als Misa Amane

Brie Larson
- 2006: Eulen – Kleine Freunde in großer Gefahr als Beatrice
- 2015: Dating Queen als Kim Townsend

Maggie Grace
- 2004–2005, 2007, 2010: Maggie Grace in Lost (Fernsehserie) als Shannon Rutherford
- 2008: 96 Hours als Kim
- 2012: 96 Hours – Taken 2 als Kim Mills
- 2016: The Choice – Bis zum letzten Tag als Steph

Kelly Metzger
- 2011–2022: Ninjago als Nya (außer 8.01–8.05)
- 2016: Ninjago: Tag der Erinnerung als Nya
- seit 2023: Ninjago: Aufstieg der Drachen als Nya

Elizabeth Olsen
- 2012: Liberal Arts als Zibby
- 2015: Very Good Girls – Die Liebe eines Sommers als Gerri
- 2015: I Saw the Light als Audrey Williams
- 2017: Kodachrome als Zooey Kern

### Filme
- 1993: Elisabeth Moss in Meister Dachs und seine Freunde als Michelle
- 1994: Der König der Löwen als Junge Nala
- 1998: Lindsay Lohan in Ein Zwilling kommt selten allein als Annie James/Hallie Parker
- 1999: Raven–Symoné in Zenon, die kleine Heldin des 21sten Jahrhunderts als Nebula Wade
- 2002: Harriet Owen in Peter Pan: Neue Abenteuer in Nimmerland als Wendy (jung)
- 2005: Lyndsy Fonseca in Verführung aus dem Internet als Amy
- 2006: Nikki Griffin in The Fast and the Furious: Tokyo Drift als Cindy
- 2007: Scout Taylor-Compton in Halloween als Laurie Strode
- 2008: Peyton List in Im Rausch der Höhe als Elisa Rider
- 2009: Viveca in Barbie und Die Drei Musketiere
- 2010: Megan Holder in Du schon wieder als Kendall
- 2010: America Ferrera in Our Family Wedding als Lucia Ramirez
- 2010: Danielle Panabaker in The Ward als Sarah
- 2011: Aimee Carrero in Level Up als Angie
- 2012: Portia Doubleday in Youth in Revolt als Sheeni Saunders
- 2013: Danielle Panabaker in Hochzeit ohne Ehe als Erin
- 2015: Rosie Huntington-Whiteley in Mad Max: Fury Road als The Splendid Angharad
- 2015: Alexis Knapp in Pitch Perfect 2 als Stacie
- 2017: Abbi Jacobson in The LEGO Ninjago Movie als Nya
- 2017: Jillian Bell in Girls’ Night Out als Alice
- 2019: Beyoncé in Der König der Löwen als Nala
- 2019: Frédérique Bel in Monsieur Claude 2 als Isabelle Benassem Verneuil
- 2019: Ritu Arya in Last Christmas als Jenna
- 2020: Laura Cilevitz in Der Spion von nebenan als Ms. Besser
- 2020: Alice Braga in Soul als Fachberaterin Jerry
- 2021: Huma Qureshi in Army of the Dead als Geeta
- 2021: Stephanie Beatriz in Encanto als Mirabel Madrigal
- 2021: Sora Tokui in Jujutsu Kaisen 0 als Akari Nitta
- 2023: America Ferrera in Barbie als Gloria
- 2024: Mufasa: Der König der Löwen als Nala

### Serien
- 1999: Jim Knopf als Prinzessin Li Si
- 1999–2000: Emily Hart in Simsalabim Sabrina als Sabrina Spellman
- 2000: Ola Tokarska in Das Geheimnis des Sagala als Susanna Tuchowski
- 2001–2002 Mamiko Noto in X 1999 als Kotori Monou
- 2002–2005 Kimberly Brooks in Mucha Lucha als Buena Girl
- 2003: Nicole Richie in The Simple Life als Nicole Richie
- 2003–2005: Ai Nonaka in Bobobo-bo Bo-bobo als Beauty
- 2004: Miki Nagasawa in Detektiv Conan als Yōko Okino
- 2004–2005: Yukana in Full Metal Panic! als Teletha „Tessa“ Testarossa
- 2005–2006: Kelly Stables in W.i.t.c.h. als Will Vandom
- 2006: Evelyn Lanto in Kappa Mikey als Mitsuki
- 2006: Atsuko Enomoto in Captain Tsubasa 2001 als Sanae Nakazawa
- 2006: Aya Hirano in Death Note als Misa Amane
- 2006: Junko Minagawa in Magister Negi Magi als Ayaka Yukihiro
- 2006–2007: Akira Tomisaka in Pumpkin Scissors als Cecil
- 2006–2009: April Matson in Kyle XY als Lori Trager
- 2006–2010: America Ferrera in Ugly Betty als Betty Suarez
- 2006–2012: Taylor Cole in CSI: Miami als Samantha Owens
- 2007: Arisa Ogasawara in Wolf’s Rain als Cheza
- 2007: Junko Minagawa in Magister Negi Magi Negima!? als Ayaka Yukihiro
- 2007–2010: Liliana Mumy in Chowder als Panini
- 2003–2012: Bethany Joy Lenz in One Tree Hill als Haley James–Scott
- 2008–2014: Jennifer Hale in Star Wars: The Clone Wars als Riyo Chuchi
- 2008/2018: Kumi Sakuma in Bleach als Momo Hinamori
- 2009–2010: Mitsuki Saiga in Fullmetal Alchemist als Maria Ross
- 2010–2011: Taylor Cole in The Event als Vicky Roberts
- 2011–2012: Margot Robbie in Pan Am als Laura Cameron
- 2012: Aimee Carrero in Level Up als Angie
- 2012: Amanda Fuller in Grey’s Anatomy als Dr. Morgan Peterson
- 2012–2013: Jessy Schram in Last Resort als Christine Kendal
- 2013: Maggie Grace in Californication als Faith
- 2013–2021: Melissa Fumero in Brooklyn Nine-Nine als Amy Santiago
- 2015–2016: Kaitlin Doubleday in Empire als Rhonda Lyon
- 2016: Julie Dolan in Star Wars Rebels als Prinzessin Leia Organa (1 Episode)
- 2016–2021: America Ferrera in Superstore als Amy Dubanowsky
- 2016–2019: Johanna Braddy in Quantico als Shelby Wyatt
- 2016–2018: Julie Dolan in Star Wars: Die Abenteuer der Freemaker als Prinzessin Leia Organa
- 2016–2020: Aimee Carrero in Elena von Avalor als Elena
- 2016–2022: Shannon Woodward in Westworld als Elsie Hughes
- 2017, 2021–2023: Madelaine Petsch in Riverdale als Cheryl Blossom
- 2017–2018: Shelby Young in Star Wars: Die Mächte des Schicksals als Prinzessin Leia Organa
- 2018: Bethany Joy Lenz in Grey’s Anatomy als Jenny
- 2019–2023: Emma Mackey in Sex Education als Maeve Wiley
- 2020–2022: Laysla De Oliveira in Locke & Key als Echo
- 2020: Han Hyo-joo in Treadstone als SoYun Pak
- 2022: Ellen Tamaki in Manifest als Drea Mikami
- seit 2022: Christina Chong in Star Trek: Strange New Worlds als La’an Noonien-Singh
- 2023: Ana Gasteyer in Ridley Jones als Amanda Cornwallis

### Videospiele
- 2014: Dragon Age: Inquisition als Leliana
- 2015: Lego Ninjago: Schatten des Ronin als Nya
- 2015: Lego Dimensions als Nya
- 2017: The Lego Ninjago Movie Video Game als Nya
- 2017: The Legend of Zelda: Breath of the Wild als Riju, Königin der Gerudo
- 2020: Hyrule Warriors: Zeit der Verheerung als Riju
- 2020: Cyberpunk 2077 als Evelyn Parker
- 2023: The Legend of Zelda: Tears of the Kingdom als Riju

## Hörspiele (Auswahl)
- 2015: Lady Bedfort 82: Die Leiche im ewigen Eis
- 2017: Elena von Avalor 1: Die Krönung/Schwesterherz (Hörspiel zur TV-Serie)
- 2017: Elena von Avalor 2: Charoca kocht vor Wu/Estebans Geburtstag (Hörspiel zur TV-Serie)
- 2019: Der König der Löwen (Das Original-Hörspiel zum Real-Kinofilm), Disney (Kiddinx)
- 2020: Kai Meyer: Sieben Siegel (Audible-Hörspielserie)
- 2021: Encanto. Das Original-Hörspiel zum Disney/Pixar Film, Kiddinx (Encanto)

## Hörbücher
- 2021 (Audible): Anette Strohmeyer, Ivar Leon Menger, Hendrik Buchna, Carsten Steenbergen, Derek Meister und Eric Niemann: Die schwarze Stadt. Staffel 1
- 2023: Ivar Leon Menger: Angst (Audible-Hörbuch, mit David Nathan)
- 2024: T.M. Logan: Trust Me – Ein Kind. Eine unmögliche Entscheidung. Wem traust du? (Audible & Ronin-Hörverlag-Hörbuch)